# Rafael del Rosal Vázquez de Mondragón
Rafael del Rosal y Vázquez de Mondragón (Loja, Granada, 1845 - Madrid, 1916) fue un político republicano progresista español. Perteneciente a una familia noble, hijo de Francisco del Rosal Badía y de María del Rosario Vázquez de Mondragón y Henriquez de Luna.
Presidente del partido Republicano Progresista Histórico en dicha ciudad, desarrolló una gran actividad política, siendo candidato a Cortes en 1903. Perteneció a una logia masónica de Loja que se llamaba El Porvenir. E introdujo en Andalucía Oriental la Sociedad Espiritista.
Casó en Loja con Dª Patrocinio Ruiz-Matas y Écija, de cuyo matrimonio nacieron: Rosario, Mª de la Paz, Benigna, Mª del Carmen y Antonio del Rosal Ruiz-Matas.